# Denny Doherty
Denny Doherty (29. listopadu 1940, Halifax – 19. ledna 2007, Mississauga) byl kanadský zpěvák. V letech 1963 až 1964 byl členem kapely The Halifax III. Později působil ve skupině The Mamas & the Papas. Jako její člen byl roku 1998 uveden do Rock and Roll Hall of Fame. Po rozpadu kapely se krátce věnoval sólové kariéře. V osmdesátých a devadesátých letech působil ve skupině The New Mamas and the Papas. V roce 1996 byl uveden do Canadian Music Hall of Fame. Zemřel roku 2007 ve věku 66 let.